# Os Mortos Não Morrem
The Dead Don't Die (bra/prt: Os Mortos Não Morrem) é um filme de terror e comédia americano de 2019, escrito e dirigido por Jim Jarmusch. Apresenta um elenco que inclui Adam Driver, Bill Murray, Selena Gomez, Chloë Sevigny, Steve Buscemi, Austin Butler, RZA, Tilda Swinton, Tom Waits, Danny Glover, Caleb Landry Jones, Rosie Perez e Carol Kane, onde segue um grupo policial de uma pequena cidade enquanto eles combatem uma invasão de zumbis repentina.
O filme teve sua estreia mundial como filme de abertura no Festival de Cannes em 14 de maio de 2019 e foi lançado nos cinemas na América do Norte em 14 de junho de 2019 pela Focus Features. Os críticos deram críticas mistas. Arrecadou US$ 15,3 milhões.

## Sinopse
Em uma pequena cidade pacífica, os zumbis subitamente se levantam para aterrorizar a cidade. Agora, três policiais e uma estranha agente funerária escocesa devem-se unir para derrotar os mortos-vivos.

## Enredo
Na zona rural de Centerville, os policiais Cliff Robertson e Ronnie Peterson respondem a um relatório do agricultor Frank Miller sobre uma galinha desaparecida e interagem brevemente com Hermit Bob (Bob Eremita/Eremita Bob), um excêntrico de barba barroca, na floresta. No caminho de volta para a delegacia, Cliff percebe que ainda há luz do dia depois das 20h e o relógio e o celular de Ronnie param de funcionar. Mais tarde, em um restaurante, o dono da loja de ferragens Hank Thompson ouve uma reportagem de rádio sobre fraturamento polar.
Dois zumbis se reanimam quando a noite cai e matam as duas funcionárias do restaurante, Fern e Lily, que são encontradas por Hank na manhã seguinte. Ronnie acredita que zumbis mataram as funcionárias. Os jovens viajantes Zoe, Jack e Zack param para em um posto para abastecer e conhecem Bobby.
No Centro de Detenção Juvenil de Centerville, Geronimo diz a Olivia e Stella que o fraturamento polar alterou a rotação da Terra.
Cliff e Ronnie encontram sepulturas abertas no cemitério, enquanto Bob Eremita os espia. Cliff rejeita enfaticamente a sugestão de Ronnie de informar Miller da suspeita geral de que zumbis estão à solta. Ronnie ensina Cliff a matar zumbis e Bobby e Hank preparam armas. O dono do hotel Danny Perkins assiste notícias sobre animais de estimação se comportando de forma estranha e então descobre que seus gatos estão desaparecidos. Outros animais do fazendeiro Miller também desapareceram.
Naquela noite, mais zumbis se levantam e Danny é atacado e transformado. Cliff e Ronnie trazem suprimentos para a delegacia e contam à colega policial Mindy Morrison sobre os zumbis. O cadáver de Mallory se reanima na delegacia e Ronnie a decapita.
Dois cadáveres se reanimam na funerária e são decapitados por Zelda Winston (que recentemente comprou a funerária) com uma espada. Ela vai para a delegacia, onde os três policiais a deixam para operar as comunicações. Os policiais dirigem pela cidade e encontram os três viajantes mortos no hotel. Ronnie decapita os corpos, para grande aflição de Mindy, e leva o CD de Sturgill Simpson de Zoe. Zelda acena com a mão sobre o computador da polícia e ele gera alguns códigos. Ronnie começa a tocar o CD no sistema de som do carro da polícia, mas Cliff joga o CD pela janela do carro.
Hank e Bobby enfrentam zumbis na loja de ferragens. Cada zumbi diz apenas uma palavra, relacionada a algo de seu passado ou a um item que eles veem como zumbi. Zumbis atacam Miller. Geronimo, Olivia e Stella fogem do centro de detenção, novamente observados por Bob Eremita. Quando os zumbis dominam o carro-patrulha no cemitério, Mindy vê sua avó morta e sai do carro, apenas para ser engolida por zumbis. Ronnie e Cliff dizem um ao outro para calar a boca. Ronnie diz que sabia que tudo terminaria mal porque Jim deu a ele todo o script com antecedência, enquanto Cliff só recebeu as páginas para suas próprias cenas.
Zelda dirige o carro de Ronnie pela cidade, parando para decapitar uma última zumbi, a Zumbi da Moda, e então caminha calmamente pelo cemitério com a espada na mão. Zumbis se afastam do carro-patrulha enquanto um OVNI giratório aparece sobre o cemitério. Cliff e Ronnie assistem enquanto ele carrega Zelda e parte. Os dois saem do carro e matam zumbis, incluindo Bobby, Miller, Hank e Mindy. Bob Eremita observa da floresta através de binóculos, lamentando como o mundo é um lugar terrível, enquanto os zumbis vão pra cima de Cliff e Ronnie.

## Elenco

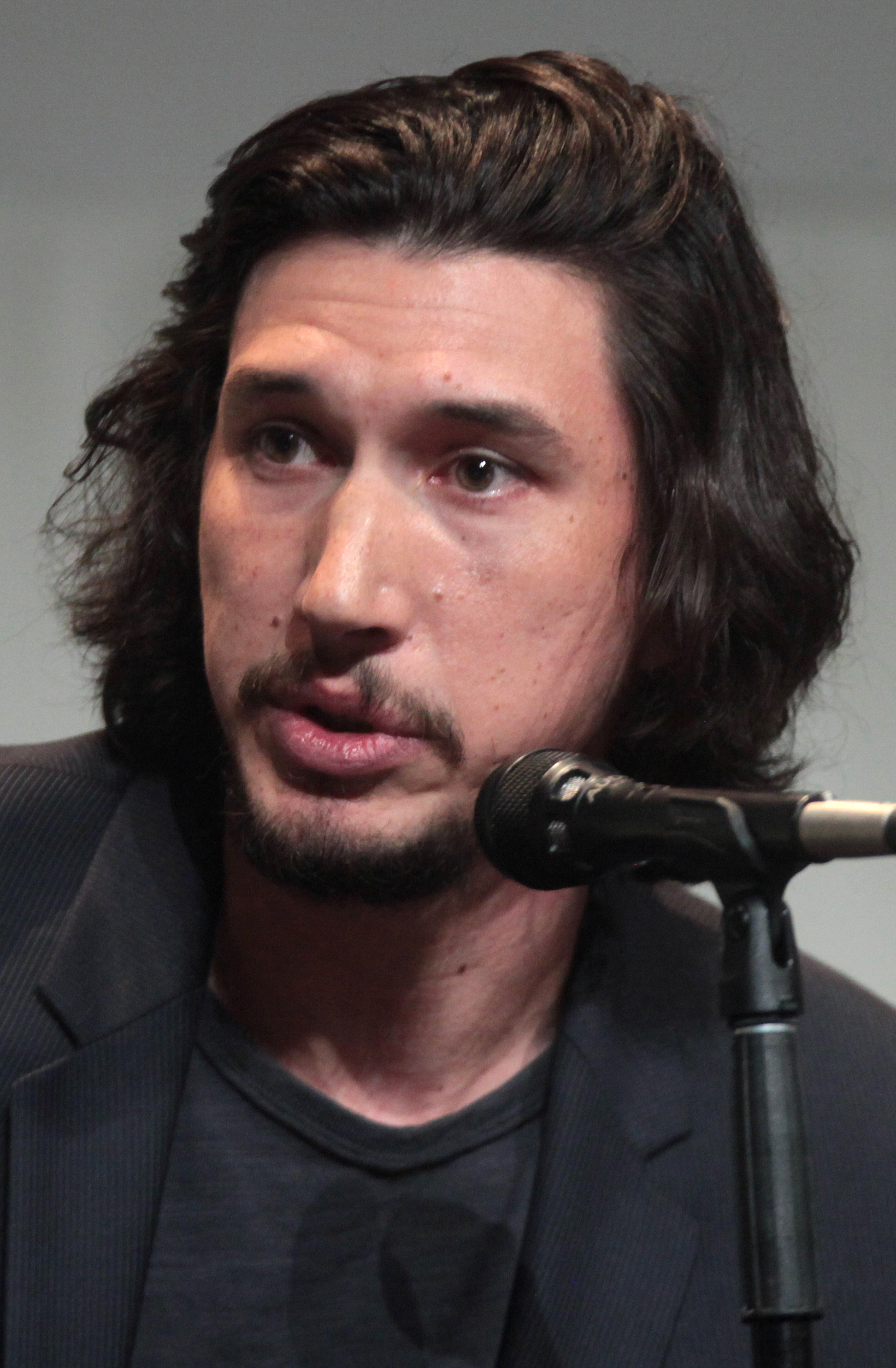
Adam Driver em 2012.

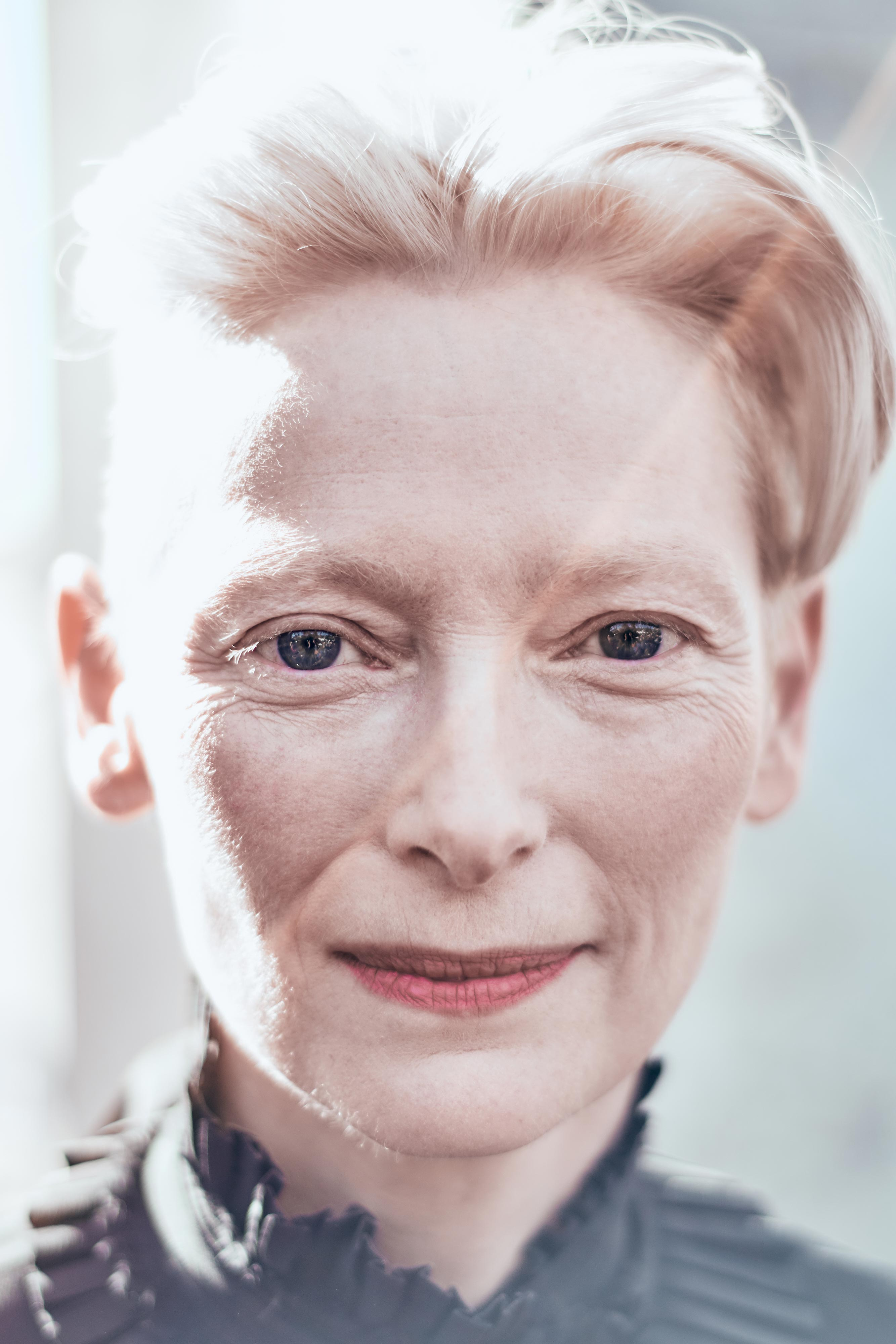
Tilda Swinton em 2019.

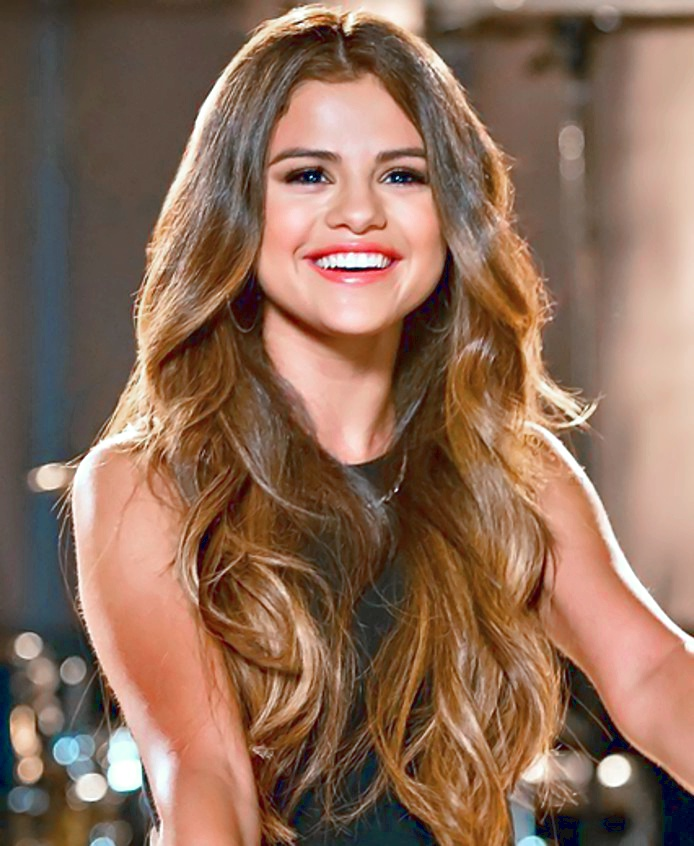
Selena Gomez em 2013.

- Bill Murray como chefe Cliff Robertson, um policial da delegacia de Centerville
- Adam Driver como policial Ronald "Ronnie" Peterson, parceiro de Cliff e colega policial
- Tilda Swinton como Zelda Winston, uma excêntrica residente escocesa de Centerville que recentemente comprou a Casa Funerária
- Chloë Sevigny como policial Minerva "Mindy" Morrison, uma colega policial que trabalha com Cliff e Ronnie na delegacia
- Steve Buscemi como fazendeiro Frank Miller, um fazendeiro e morador de Centerville
- Danny Glover como Hank Thompson, o dono da loja de ferragens e morador de Centerville
- Caleb Landry Jones como Bobby Wiggins, o atendente do posto de gasolina e dono da loja de bugigangas.
- Selena Gomez como Zoe, uma jovem viajante
- Austin Butler como Jack, um jovem viajante, que viaja ao lado de Zoe e Zack
- Luka Sabbat como Zack, um jovem viajante, que viaja ao lado de Zoe e Jack
- Rosie Perez como Posie Juarez, uma jornalista e repórter
- Eszter Balint como Fern, uma garçonete no restaurante local
- Rosal Colon como Lily, uma garçonete no restaurante local
- RZA como Dean, um entregador que tem uma amizade com Bobby
- Larry Fessenden como Danny Perkins, o proprietário do hotel em Centerville
- Maya Delmont como Stella, uma prisioneira do Centro de Detenção Juvenil
- Taliyah Whitaker como Olivia, uma companheira de prisão no Centro de Detenção Juvenil
- Jahi Winston como Geronimo, um companheiro de prisão no Centro de Detenção Juvenil
- Jodie Markell como mulher na TV
- Tom Waits como Hermit Bob, um misterioso eremita que supervisiona os acontecimentos de Centerville
- Carol Kane como Mallory O'Brien, uma mulher morta que mais tarde vira zumbi
- Sturgill Simpson como Zumbi Guitarrista
- Charlotte Kemp Muhl como Zumbi da Moda
- Iggy Pop como um zumbi viciado em café
- Sara Driver como uma zumbi viciada em café
- Jonah Marshall como uma criança zumbi

## Produção
Em fevereiro de 2018, durante a turnê de imprensa de Isle of Dogs, Bill Murray e Tilda Swinton anunciaram seus envolvimentos em um filme de zumbi dirigido por Jim Jarmusch.
Em março de 2018, Murray anunciou que Daniel Craig e Rosie Perez iriam coestrelar. Falando do projeto, Murray afirmou:
 É um filme de zumbis. Jim Jarmusch escreveu um roteiro zumbiresco que é tão hilário e tem um elenco de grandes atores: Rosie Perez, Daniel Craig. É intitulado The Dead Don't Die, e é filmado durante o verão. Mas, não, eu não vou interpretar um zumbi.
Em julho de 2018, foi anunciado que Adam Driver, Selena Gomez, Chloë Sevigny, Austin Butler, Steve Buscemi, Tilda Swinton e Caleb Landry Jones haviam sido escalados ao lado de Murray, embora Craig não tenha aparecido no filme. Joshua Astrachan e Carter Logan produziram o filme, enquanto a Focus Features o distribui.
As filmagens começaram em julho de 2018 e ocorreram em pequenas comunidades ao norte de Nova York, incluindo Ancram, Elizaville, Fleischmanns e Margaretville, Nova York.

## Lançamento
The Dead Don't Die teve sua estreia mundial como filme de abertura no Festival de Cinema de Cannes em 14 de maio de 2019. O filme foi lançado nos Estados Unidos em 14 de junho de 2019 e em 12 de julho de 2019 no Reino Unido. O estúdio gastou US$ 2–3 milhões em promoção doméstica. Contando com os vídeos e promoções divulgados nas redes sociais de Selena Gomez, o trailer do longa-metragem atingiu o número de 19 milhões e 600 mil visualizações em suas primeiras 24 horas, tornando-se o filme do gênero com o trailer mais visto em toda a história.

## Recepção

### Bilheteria
The Dead Don't Die arrecadou US$ 6,5 milhões na América do Norte e US$ 8,7 milhões em outros territórios para um total mundial de US$ 15,3 milhões.
Em seu fim de semana de estreia, o filme arrecadou US$ 2,4 milhões em 613 cinemas.

### Resposta da crítica
O site agregador de resenhas Rotten Tomatoes relata uma taxa de aprovação de 54%, com base em 310 avaliações, com uma classificação média de 5,8/10. O consenso crítico do site diz: "The Dead Don't Die brinca com tons e temas em vários graus de sucesso, mas a inteligência afiada e um elenco forte fazem desta uma comédia zumbiresca com cérebros suficientes para consumir." O Metacritic atribuiu ao filme uma pontuação média ponderada de 53 em 100, com base em 52 críticos, indicando "críticas mistas ou médias".
O PopMatters escreveu: "É um filme curioso, que reconhece o fim do mundo descaradamente, sem esquecer de ser firme, quase demente, bobo. É um trabalho inteligente, embora menor, de um diretor magistralmente inovador".
O The New York Times disse que: "The Dead Don't Die, de Jim Jarmusch, respeita o gênero de terror sem realmente se comprometer com ele".

O The Hollywood Reporter disse sobre o filme: "Às vezes, o ponto fraco de Murray e Driver se torna, bem, um pouco mortífero, e a verdadeira sagacidade é escassa, mesmo que o filme permaneça divertido na maior parte do caminho".